# ACICS
ACICS(Accrediting Council for Independent Colleges and Schools)는 미국 교육부에서 인가받았던 고등교육 인증기관이다.
이 기관의 2016년 12월 인증기관 지위가 박탈되면서 미국 정부에서는 많은 대학들에게 새로 학력인증을 받기 위한 유예기간을 부여했다. 그러나 2018년 3월에 다시 검토하여 인증 지위 유지 여부를 결정하라는 결정이 나와서 인가가 유효해졌다. 그러나 결국 인증 기관 지위가 취소되었다.

## ACICS로부터 인증받았던 대학
- 퍼시픽스테이츠 대학
- 캘리포니아 미라마르 대학교